# لیبیش
لیبیش (به چکی: Libiš) یک منطقهٔ مسکونی در جمهوری چک است که در ناحیه میلنیک واقع شده‌است. لیبیش ۷٫۱۳ کیلومتر مربع مساحت و ۲٬۰۶۹ نفر جمعیت دارد و ۱۶۵ متر بالاتر از سطح دریا واقع شده‌است.